# Peter Bull
Pour les articles homonymes, voir Bull.
Peter Cecil Bull, né le 21 mars 1912 à Londres et mort le 20 mai 1984 dans la même ville, est un acteur britannique.

## Filmographie

### Au cinéma
- 1936 : Agent secret d'Alfred Hitchcock
- 1936 : Comme il vous plaira (As you like it), de Paul Czinner
- 1936 : The Secret Voice
- 1937 : Le Chevalier sans armure
- 1937 : New York Express
- 1938 : Marie-Antoinette
- 1938 : Second Best Bed
- 1938 : The Ware Case
- 1939 : Inspector Hornleigh on Holiday
- 1939 : Young Man's Fancy
- 1940 : Dead Man's Shoes
- 1940 : Espionne à bord
- 1940 : Sunset in Vienna
- 1941 : Quiet Wedding
- 1946 : The Grand Escapade
- 1947 : Je suis un fugitif
- 1947 : The Turners of Prospect Road
- 1948 : Look Before You Love
- 1948 : Oliver Twist de David Lean
- 1948 : Sarabande (Saraband for Dead Lovers) de Basil Dearden
- 1948 : Les Ennemis amoureux (Woman Hater) de Terence Young
- 1949 : Alice au pays des merveilles (voix uniquement)
- 1949 : Le Chevalier de carton
- 1949 : The Lost People de Bernard Knowles et Muriel Box
- 1950 : The Reluctant Widow
- 1951 : De l'or en barre
- 1951 : I'll Get You for This
- 1951 : L'Odyssée de l'African Queen (The African Queen) : le capitaine de la Louisa
- 1951 : Scrooge
- 1951 : The Six Men
- 1951 : The Smart Aleck
- 1952 : Salute the Toff
- 1952 : The Second Mrs. Tanqueray
- 1953 : Capitaine Paradis
- 1953 : Saadia
- 1953 : Strange Stories
- 1953 : Tonnerre sur Malte
- 1954 : Le Beau Brummel
- 1955 : Des pas dans le brouillard
- 1956 : Une bombe pas comme les autres
- 1956 : Un détective très privé
- 1958 : De la bouche du cheval
- 1958 : Les Aventures de Tom Pouce
- 1959 : Le Bouc émissaire
- 1960 : Les Voyages de Gulliver
- 1961 : Aimez-vous Brahms?
- 1961 : Follow That Man
- 1961 : The Girl on the Boat
- 1961 : The Rebel
- 1963 : The Old Dark House
- 1963 : Tom Jones: de l'alcôve à la potence
- 1964 : Docteur Folamour
- 1965 : Licensed to Kill
- 1965 : The Intelligence Men
- 1965 : You Must Be Joking!
- 1967 : L'Extravagant Docteur Dolittle
- 1969 : Lock Up Your Daughters!
- 1970 : L'Exécuteur
- 1971 : Girl Stroke Boy
- 1972 : Alice au pays des merveilles
- 1972 : Up the Front
- 1973 : Lady Caroline Lamb
- 1977 : Joseph Andrews de Tony Richardson : Sir Thomas Booby
- 1977 : The Brute
- 1978 : Rosie Dixon - Night Nurse
- 1979 : La Tempête

### À la télévision
- 1959-1960 : Tales of the Vikings (série télévisée)